# Russland beim Eurovision Song Contest
Teilnehmende Rundfunkanstalt
, 
Ausschluss am 26. Mai 2022
Erste Teilnahme
1994
Bisher letzte Teilnahme
2021
Anzahl der Teilnahmen
23 (Stand 2021)
Höchste Platzierung
1 (2008)
Höchste Punktzahl
491 (2016)
Niedrigste Punktzahl
17 (1995)
Punkteschnitt (seit erstem Beitrag)
154,14 (Stand 2019)
Punkteschnitt pro abstimmendem Land im 12-Punkte-System
3,89 (Stand 2019)
Dieser Artikel befasst sich mit der Geschichte Russlands als Teilnehmer am Eurovision Song Contest.

## Regelmäßigkeit der Teilnahme und Erfolge im Wettbewerb

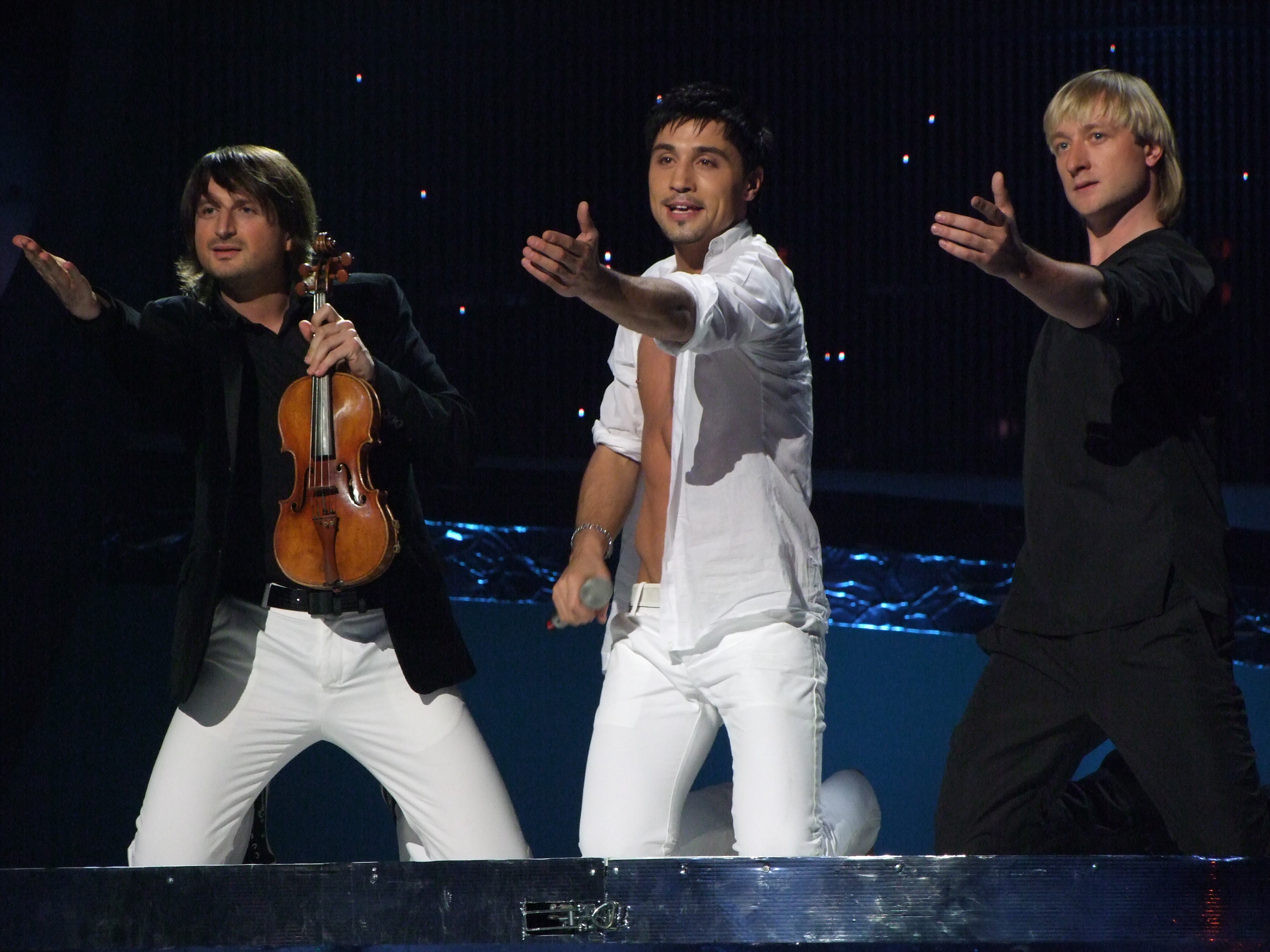
Dima Bilan (Mitte), hier im Jahre 2008, ist der bisher erfolgreichste russische Interpret beim Wettbewerb

Nach dem Beitritt zur EBU nahm Russland erstmals 1994 am Wettbewerb teil. Die Sängerin Youddiph landete auf Platz 9 von 25. 1995 belegte das Land Platz 17. 1996 nahm Russland an der Qualifikationsrunde zum Song Contest teil. Dort landete der Sänger Andrei Kossinski auf Platz 26 von 29, womit Russland nicht teilnehmen durfte. 1997 durfte das Land wieder antreten und holte Platz 15. Wegen unzureichender Vorjahresplatzierungen war Russland 1998 nicht für den Eurovision Song Contest zur Teilnahme zugelassen, der zuständige Fernsehsender realisierte dies aber nicht und wählte dennoch intern die Sängerin Tatjana Owsijenko mit dem Lied Solnze mojo aus, das aber nicht in Birmingham antreten durfte. Der Wettbewerb wurde daraufhin 1998 nicht in Russland ausgestrahlt, weshalb das Land den Regeln nach auch 1999 nicht teilnehmen durfte und erst 2000 wieder teilnahm.
Bei der Rückkehr erreichte die Sängerin Alsou Platz 2 und holte mit 155 Punkten eine bis dahin neue Höchstpunktzahl für Russland. 2001 konnte das Land nicht an den Vorjahreserfolg anknüpfen und belegte Platz 12. 2002 erreichte die Band Prime Minister Platz 10. 2003 folgte ein größerer Erfolg. Das Duo t.A.T.u. belegte am Ende Platz 3 und holte mit 164 Punkten eine neue Höchstpunktzahl bis dahin. Es fehlten damals allerdings nur drei Punkte zum Sieg. In den Jahren 2004 und 2005 konnte Russland diesen Erfolg nicht wiederholen und belegte mit Platz 11 und Platz 15 nur Platzierungen im Mittelfeld. Von 2006 bis 2008 folgte dann Russlands bis heute erfolgreichste Phase im Wettbewerb. So musste das Land 2006 erstmals im Halbfinale antreten. Dort belegte der Sänger Dima Bilan Platz 3 und zog somit klar ins Finale ein. Im Finale erreichte Bilan dann Platz 2 mit 248 Punkten, was bis dahin das beste Ergebnis Russlands im Wettbewerb darstellte. Schließlich erreichte Bilan mehr Punkte als Alsou 2000. 2007 war Russland wieder direkt für das Finale qualifiziert und holte mit Platz 3 im Finale wieder ein sehr gutes Ergebnis. 2008 folgte der bisher erfolgreichste russische Beitrag. So trat Dima Bilan 2008 zum bereits zweiten Mal an, musste aber erneut erstmal im Halbfinale antreten, wo er, wie schon 2006, Platz 3 erreichte. Im Finale folgte dann der Erfolg. Bilan belegte Platz 1 und holte somit den ersten Sieg für Russland. Mit 272 Punkten wurde zudem eine bis dahin neue Höchstpunktzahl erreicht. 2009 endete diese Erfolgsreihe.
Als Gastgeberland 2009 konnte Russland Platz 11 im Finale belegen, womit sie erstmals seit 2005 nicht unter den besten Zehn vertreten waren. Auch 2010 wurde Platz 11 im Finale erreicht. 2011 wurde mit Platz 16 im Finale das schlechteste Ergebnis seit 1995 erreicht. Danach ging es für das Land aber wieder bergauf. So gewann Russland 2012 das Halbfinale und belegte im Finale Platz 2. Auch 2013 platzierte sich Russland im Halbfinale unter den besten drei mit Platz 2, holte im Finale aber nur Platz 5. 2014 erreichte der russische Beitrag erneut eine Platzierung unter den besten Zehn mit Platz 7. 2015 gewann Russland dann erneut das Halbfinale und landete im Finale auf Platz 2. Wie schon 2012 gewann Schweden dabei den Wettbewerb. Mit 303 Punkten holte Russland eine neue Höchstpunktzahl, die 2016 aber schon wieder übertroffen wurde. So erreichte das Land 2016 erneut Platz 1 im Halbfinale, landete im Finale aber nur auf Platz 3. Trotzdem konnte Sergej Lasarew das Televoting gewinnen und hat mit 491 Punkten die bis heute höchste Punktzahl Russlands im Wettbewerb geholt. Somit landete das Land zwischen 2012 und 2016 nur unter den besten Zehn. 2017 zog sich das Land dann vom Wettbewerb zurück.
Zwar bestätigte Russland seine Teilnahme am Eurovision Song Contest 2017 und wählte intern Julija Samoilowa mit dem Lied Flame Is Burning aus. Da sie aber 2016 unter russischer Flagge die Krim besuchte, erteilte ihr der ukrainische Staat ein Einreiseverbot von drei Jahren. Die EBU versuchte daraufhin Auswege zu finden, um die Teilnahme Samoilowas doch zu ermöglichen. Am 13. April 2017 zog sich Russland allerdings freiwillig vom Wettbewerb zurück, da immer noch keine Lösung gefunden wurde. Somit nahm Russland 2017 nicht teil und strahlte den ESC auch nicht aus, woraufhin das Land eine Verwarnung erhielt. Es war das erste Mal seit 1999, dass kein russischer Beitrag teilnahm. 2018 kehrte Russland aber wieder zum ESC zurück, allerdings war es zunächst noch unklar, ob Julija Samoilowa das Land vertreten würde, da ihre Direktnominierung für das Folgejahr zwischenzeitlich wieder ausgesetzt worden war. Samoilowa wurde dennoch ausgewählt und vertrat Russland somit 2018. Allerdings holte sie das bis heute schlechteste Ergebnis des Landes im Wettbewerb. So belegte sie lediglich Platz 15 von 18 im Halbfinale, womit Russland zum ersten Mal in der Geschichte des Eurovision Song Contest im Halbfinale ausschied und somit den Status verlor, sich immer für das Finale qualifiziert zu haben, im selben Jahr wie Aserbaidschan und Rumänien. 2019 vertrat dann Sergej Lasarew zum bereits zweiten Mal Russland. Anders als sein Vorgänger Dima Bilan, konnte er allerdings nicht den Wettbewerb gewinnen. Trotzdem erreichte Russland mit Lasarew erstmals seit 2016 wieder das Finale und konnte dort mit Platz 3 an die vorherigen Erfolge anknüpfen. Bei der letzten Teilnahme im Jahr 2021 erreichte man den neunten Platz.
Am 25. Februar 2022 nach dem russischen Überfall auf die Ukraine gab die EBU bekannt, Russland vom Eurovision Song Contest 2022 auszuschließen. Die russischen Sender verkündeten ihren Austritt aus der EBU.
Insgesamt landeten also 17 von den 22 Beiträgen in der linken Tabellenhälfte. Insgesamt schied Russland einmal im Halbfinale aus und erreichte bisher noch nie den letzten Platz. Mit einem Sieg, vier zweiten und vier dritten Plätzen und vielen weiteren Platzierungen unter den besten Zehn, zählt Russland zu den erfolgreichsten Teilnehmern im Wettbewerb.

## Liste der Beiträge
Farblegende:
– 1. Platz. 
– 2. Platz. 
– 3. Platz. 
– Punktgleichheit mit dem letzten Platz.
– ausgeschieden im Halbfinale/in der Qualifikation/im osteuropäischen Vorentscheid.
– keine Teilnahme/nicht qualifiziert.
– Absage des Eurovision Song Contests.
| Jahr      | Interpret | Titel Musik (M) und Text (T)                                                                                        | Sprache | Übersetzung | Finale | Finale | Halbfinale/ Qualifikation                                                                                           | Halbfinale/ Qualifikation                                                                                           | Nationaler Vorentscheid                                                                                             |
| Jahr      | Interpret | Titel Musik (M) und Text (T)                                                                                        | Sprache | Übersetzung | Platz | Punkte | Platz | Punkte | Nationaler Vorentscheid                                                                                             |
| --------- | --- | --- | --- | --- | --- | --- | --- | --- | --- |
| 1994      | Youddiph Юдифь | Wetschny strannik Вечный странник M: Lew Zemlinski; T: Judif als 'Pilgrim'                                          | Russisch | Ewiger Wanderer | 9 / 25 | 70 | Direkt für das Finale qualifiziert                                                                                  | Direkt für das Finale qualifiziert                                                                                  | Nationaler Vorentscheid                                                                                             |
| 1995      | Filipp Kirkorow Филипп Киркоров                                                                                     | Kolybelnaja dlja wulkana Колыбельная для вулкана M: Ilja Berschadski; T: Ilja Resnik                                | Russisch | Wiegenlied für einen Vulkan                                                                                         | 17 / 23 | 17 | Direkt für das Finale qualifiziert                                                                                  | Direkt für das Finale qualifiziert                                                                                  | interne Auswahl |
| 1996      | Andrei Kossinski Андрей Косинский                                                                                   | Ja eto ja Я это я M/T: Andrei Kossinski, Nikolai Denissow                                                           | Russisch | Ich bin, was ich bin                                                                                                | Nicht qualifiziert Qualifikationsrunde                                                                              | Nicht qualifiziert Qualifikationsrunde                                                                              | 26 / 29 | 14 | interne Auswahl |
| 1997      | Alla Pugatschowa Алла Пугачёва                                                                                      | Primadonna Примадонна M/T: Alla Pugatschowa                                                                         | Russisch | – | 15 / 25 | 33 | Direkt für das Finale qualifiziert                                                                                  | Direkt für das Finale qualifiziert                                                                                  | interne Auswahl |
| 1998      | Nicht qualifiziert                                                                                                  | Nicht qualifiziert                                                                                                  | Nicht qualifiziert                                                                                                  | Nicht qualifiziert                                                                                                  | Nicht qualifiziert                                                                                                  | Nicht qualifiziert                                                                                                  | Nicht qualifiziert                                                                                                  | Nicht qualifiziert                                                                                                  | Nicht qualifiziert                                                                                                  |
| 1999      | Auf Teilnahme verzichtet                                                                                            | Auf Teilnahme verzichtet                                                                                            | Auf Teilnahme verzichtet                                                                                            | Auf Teilnahme verzichtet                                                                                            | Auf Teilnahme verzichtet                                                                                            | Auf Teilnahme verzichtet                                                                                            | Auf Teilnahme verzichtet                                                                                            | Auf Teilnahme verzichtet                                                                                            | Auf Teilnahme verzichtet                                                                                            |
| 2000      | Alsou Алсу | Solo M/T: Andrew Lane, Brandon Barn                                                                                 | Englisch | – | 2 / 24 | 155 | Direkt für das Finale qualifiziert                                                                                  | Direkt für das Finale qualifiziert                                                                                  | interne Auswahl |
| 2001      | Mumi Troll Мумий Тролль                                                                                             | Lady Alpine Blue M/T: Ilja Lagutenko                                                                                | Englisch | Alpenblaue Dame | 12 / 23 | 37 | Direkt für das Finale qualifiziert                                                                                  | Direkt für das Finale qualifiziert                                                                                  | interne Auswahl |
| 2002      | Prime Minister Премьер-Министр                                                                                      | Northern Girl M/T: Kim Breitburg / K. Kawalerjan, E. Fridljand, I. Antonjan                                         | Englisch | Nordisches Mädchen                                                                                                  | 10 / 24 | 55 | Direkt für das Finale qualifiziert                                                                                  | Direkt für das Finale qualifiziert                                                                                  | interne Auswahl |
| 2003      | t.A.T.u. Тату | Ne wer, ne boisja Не верь, не бойся M: Waleri Polijenko; T: Mars Lasar                                              | Russisch | Glaube nicht, hab keine Angst                                                                                       | 3 / 26 | 164 | Direkt für das Finale qualifiziert                                                                                  | Direkt für das Finale qualifiziert                                                                                  | interne Auswahl |
| 2004      | Julija Sawitschewa Юлия Савичева                                                                                    | Believe Me M: Maxim Fadejew; T: Brenda Loring                                                                       | Englisch | Glaube mir | 11 / 24 | 67 | Direkt für das Finale qualifiziert                                                                                  | Direkt für das Finale qualifiziert                                                                                  | interne Auswahl |
| 2005      | Natallja Padolskaja Наталья Подольская                                                                              | Nobody Hurt No One M: Wiktor Drobytsch; T: Mary Applegate, JP Järvinen                                              | Englisch | Niemand verletzt niemanden                                                                                          | 15 / 24 | 57 | Direkt für das Finale qualifiziert                                                                                  | Direkt für das Finale qualifiziert                                                                                  | Nationaler Vorentscheid                                                                                             |
| 2006      | Dima Bilan Дима Билан                                                                                               | Never Let You Go M: Alexander Lunjew; T: Karen Kawalerjan, Irina Antonjan                                           | Englisch | Ich werde Dich nie gehen lassen                                                                                     | 2 / 24 | 248 | 3 / 23 | 217 | interne Auswahl |
| 2007      | Serebro Серебро | Song #1 M: Maxim Fadejew; T: Daniil Babitschew                                                                      | Englisch | Lied Nummer eins | 3 / 24 | 207 | Direkt für das Finale qualifiziert                                                                                  | Direkt für das Finale qualifiziert                                                                                  | interne Auswahl |
| 2008      | Dima Bilan Дима Билан                                                                                               | Believe M/T: Dima Bilan, Jim Beanz                                                                                  | Englisch | Glaube | 1 / 25 | 272 | 3 / 19 | 135 | Evrovidenie 2008 |
| 2009      | Anastassija Prychodko Анастасія Приходько                                                                           | Mamo Мамо M/T: Konstantin Meladse, Diana Golde                                                                      | Russisch, Ukrainisch                                                                                                | Mama | 11 / 25 | 91 | Direkt für das Finale qualifiziert                                                                                  | Direkt für das Finale qualifiziert                                                                                  | Evrovidenie 2009 |
| 2010      | Peter Nalitch Пётр Налич                                                                                            | Lost and Forgotten M/T: Pjotr Nalitsch                                                                              | Englisch | Verloren und vergessen                                                                                              | 11 / 25 | 90 | 7 / 17 | 74 | Evrovidenie 2010 |
| 2011      | Alexei Worobjow Алексей Воробьёв                                                                                    | Get You M/T: Alexei Worobjow, RedOne, AJ Junior, Bilal Hajjii, Eric Sanicola                                        | Englisch, Russisch                                                                                                  | Dich bekommen | 16 / 25 | 77 | 9 / 19 | 64 | interne Auswahl |
| 2012      | Buranowskije Babuschki Бура́новские ба́бушки                                                                          | Party for Everybody M: Wiktor Drobysch, Timofei Leontieff; T: Olga Tuktarjowa, Mary Susan Applegate                 | Udmurtisch, Englisch                                                                                                | Feier für Jeden! | 2 / 26 | 259 | 1 / 18 | 152 | Evrovidenie 2012 |
| 2013      | Dina Garipowa Дина Гарипова                                                                                         | What If M: Gabriel Alares, Leonid Gutkin; T: Joakim Bjornberg                                                       | Englisch | Was wäre, wenn | 5 / 26 | 174 | 2 / 16 | 156 | interne Auswahl |
| 2014      | Tolmatschowa-Schwestern Сёстры Толмачёвы                                                                            | Shine M: Dimitris Kontopoulos, Filipp Kirkorow; T: John Ballard, Ralph Charlie, Gerard James Borg                   | Englisch | Scheinen | 7 / 26 | 89 | 6 / 16 | 63 | interne Auswahl |
| 2015      | Polina Gagarina Полина Гагарина                                                                                     | A Million Voices M/T: Gabriel Alares, Joakim Björnberg, Katrina Noorbergen, Leonid Gutkin, Vladimir Matetsky        | Englisch | Eine Million Stimmen                                                                                                | 2 / 27 | 303 | 1 / 16 | 182 | interne Auswahl |
| 2016      | Sergej Lasarew Сергей Лазарев                                                                                       | You Are the Only One M/T: Dimitris Kontopoulos, Filipp Kirkorow, John Ballard, Ralph Charlie                        | Englisch | Du bist die Einzige                                                                                                 | 3 / 26 | 491 | 1 / 18 | 342 | interne Auswahl |
| 2017      | Julija Samoilowa Юлия Самойлова                                                                                     | Flame Is Burning M/T: Leonid Gutkin, Netta Nimrodi, Arije Burschteln                                                | Englisch | Die Flamme brennt                                                                                                   | Teilnahme zurückgezogen Einreiseverbot für Julija Samoilowa                                                         | Teilnahme zurückgezogen Einreiseverbot für Julija Samoilowa                                                         | Teilnahme zurückgezogen Einreiseverbot für Julija Samoilowa                                                         | Teilnahme zurückgezogen Einreiseverbot für Julija Samoilowa                                                         | interne Auswahl |
| 2018      | Julija Samoilowa Ю́лия Само́йлова                                                                                     | I Won’t Break M/T: Leonid Gutkin, Netta Nemrodi, Arie Burshtein                                                     | Englisch | Ich werde nicht brechen                                                                                             | Ausgeschieden | Ausgeschieden | 15 / 18 | 65 | interne Auswahl |
| 2019      | Sergej Lasarew Сергей Лазарев                                                                                       | Scream M: Dimitris Kontopoulos; T: Sharon Vaughn, Dimitris Kontopoulos                                              | Englisch | Schreien | 3 / 26 | 370 | 6 / 18 | 217 | interne Auswahl |
| 2020      | Little Big | Uno M/T: Little Big                                                                                                 | Englisch, Spanisch                                                                                                  | Eins | Absage wegen der COVID-19-Pandemie durch die EBU                                                                    | Absage wegen der COVID-19-Pandemie durch die EBU                                                                    | Absage wegen der COVID-19-Pandemie durch die EBU                                                                    | Absage wegen der COVID-19-Pandemie durch die EBU                                                                    | interne Auswahl |
| 2021      | Manischa Манижа | Russian Woman M: Ori Avni, Ori Kaplan; T: Manischa                                                                  | Russisch, Englisch                                                                                                  | Russische Frau | 9 / 26 | 204 | 3 / 16 | 225 | Evrovidenie 2021 – Natsionalnyy Otbor                                                                               |
| seit 2022 | Keine Teilnahme mehr möglich, da Russland durch die EBU in Folge des Einmarschs in die Ukraine ausgeschlossen wurde | Keine Teilnahme mehr möglich, da Russland durch die EBU in Folge des Einmarschs in die Ukraine ausgeschlossen wurde | Keine Teilnahme mehr möglich, da Russland durch die EBU in Folge des Einmarschs in die Ukraine ausgeschlossen wurde | Keine Teilnahme mehr möglich, da Russland durch die EBU in Folge des Einmarschs in die Ukraine ausgeschlossen wurde | Keine Teilnahme mehr möglich, da Russland durch die EBU in Folge des Einmarschs in die Ukraine ausgeschlossen wurde | Keine Teilnahme mehr möglich, da Russland durch die EBU in Folge des Einmarschs in die Ukraine ausgeschlossen wurde | Keine Teilnahme mehr möglich, da Russland durch die EBU in Folge des Einmarschs in die Ukraine ausgeschlossen wurde | Keine Teilnahme mehr möglich, da Russland durch die EBU in Folge des Einmarschs in die Ukraine ausgeschlossen wurde | Keine Teilnahme mehr möglich, da Russland durch die EBU in Folge des Einmarschs in die Ukraine ausgeschlossen wurde |

## Nationale Vorentscheide
Die meisten russischen Beiträge wurden intern ausgewählt, lediglich sieben Mal fand eine im Fernsehen übertragene Vorausscheidung statt: 1994 stellten neun Interpreten je einen Titel vor, bevor eine Jury den Sieger kürte. Ursprünglich sollten elf Titel antreten, zwei wurden jedoch disqualifiziert: Ein Ausschnitt des Liedes Oi, oi, oi wurde entgegen den Regeln vor dem Wettbewerb im Radio gespielt, dem anderen Lied Kogda wernus w Rossiju wurde vorgeworfen, antisemitisch zu sein. Beide Lieder wurden dennoch als Pausennummer gespielt. 1996 traten vierzehn Sänger an, unter denen erneut eine Jury den Favoriten bestimmte. Alla Pugatschowa, russische Vertreterin ein Jahr später, war Mitglied dieser Jury. 2005 fanden vor dem Finale noch drei Vorrunden mit insgesamt 29 Liedern statt. Erstmals wurde ausschließlich per Telefon abgestimmt. 2008 fand erneut eine Vorentscheidung statt. An ihr nahmen 27 Künstler teil. Auch 2009 gab es eine öffentliche Vorentscheidung, 2012 wurde das Verfahren von 2008 wiederholt. Aus 150 Bewerbern wurde eine Finalistengruppe aus 25 Beiträgen zusammengestellt, aus der am 7. März 2012 ein Gewinner hervorging. Die Entscheidung bestimmten eine nationale Jury und ein Televoting, denen gleich viel Gewichtung zugestanden wurde.

## Sprachen
Nach dem Fall der Sprachregelung 1999 wurden die russischen Beiträge überwiegend auf Englisch vorgestellt, lediglich das Pop-Duo t.A.T.u., das vorher mit englischsprachigen Liedern europaweit Erfolg hatte, sang Ne wer, ne bojsja auf Russisch. Auch im Jahr 2009 ließ Russland mit Anastassija Prychodkos Lied Mamo einen russisch- und ukrainischsprachigen Beitrag an den Start gehen. Der erste Refrain dieses Beitrages ist auf Ukrainisch, der Rest ist komplett auf Russisch. Das Intro des Beitrags von 2011 war auf Russisch, der gesamte Song ansonsten auf Englisch. Im Jahr 2012 wurde nur der Refrain auf Englisch gesungen; der Rest des Liedes entsprang dem Udmurtischen. Von den Beiträgen 1994 und 1997 existiert jeweils eine englische Fassung, umgekehrt 2001, 2002 und 2006 eine russische. Primadonna wurde zudem auf Französisch veröffentlicht.

## Fernsehsender
Die Zuständigkeit für den Eurovision Song Contest wechselte mehrmals zwischen den beiden staatlichen russischen Fernsehsendern: 1994 und 1996 war RTR zuständig, 1995 und ab 1997 schließlich immer Perwy kanal (ehemals ORT). 2007 organisierte erstmals wieder RTR die Teilnahme, nun wechselte die Zuständigkeit von Jahr zu Jahr. Da Russland 2017 nicht teilnahm, durfte RTR die Teilnahme 2018 organisieren. Von nun an organisiert RTR die Teilnahme in geraden Jahren und Perwy kanal in den ungeraden Jahren.

## Ausgetragene Wettbewerbe
| Jahr | Stadt  | Austragungsort | Moderation                                                                  |
| ---- | ------ | -------------- | --------------------------------------------------------------------------- |
| 2009 | Moskau | Olimpijski     | Halbfinals: Natalja Wodjanowa & Andrei Malachow Finale: Alsou & Ivan Urgant |

## Liste der Dirigenten
| Jahr | Dirigent           |
| ---- | ------------------ |
| 1994 | Lew Semlinski      |
| 1995 | Michail Finberh a  |
| 1996 | Nicht qualifiziert |
| 1997 | Rutger Gunnarsson  |
| 1998 | Nicht qualifiziert |

## Punktevergabe
Folgende Länder erhielten die meisten Punkte von oder vergaben die meisten Punkte an Russland (Stand: 2021):
| Die meisten im Finale vergebenen Punkte | Die meisten im Finale vergebenen Punkte | Die meisten im Finale vergebenen Punkte |
| Platz                                   | Land                                    | Punkte                                  |
| --------------------------------------- | --------------------------------------- | --------------------------------------- |
| 1                                       | Aserbaidschan                           | 124                                     |
| 2                                       | Ukraine                                 | 108                                     |
| 3                                       | Armenien                                | 091                                     |
| 4                                       | Moldau                                  | 079                                     |
| 5                                       | Griechenland                            | 076                                     |

| Die meisten im Finale erhaltenen Punkte | Die meisten im Finale erhaltenen Punkte | Die meisten im Finale erhaltenen Punkte |
| Platz                                   | Land                                    | Punkte                                  |
| --------------------------------------- | --------------------------------------- | --------------------------------------- |
| 1                                       | Estland                                 | 187                                     |
| 2                                       | Lettland                                | 175                                     |
| 3                                       | Belarus                                 | 166                                     |
| 4                                       | Israel                                  | 151                                     |
| 5                                       | Moldau                                  | 148                                     |

| Die meisten insgesamt vergebenen Punkte | Die meisten insgesamt vergebenen Punkte | Die meisten insgesamt vergebenen Punkte |
| Platz                                   | Land                                    | Punkte                                  |
| --------------------------------------- | --------------------------------------- | --------------------------------------- |
| 1                                       | Aserbaidschan                           | 213                                     |
| 2                                       | Armenien                                | 187                                     |
| 2                                       | Moldau                                  | 185                                     |
| 4                                       | Ukraine                                 | 172                                     |
| 5                                       | Griechenland                            | 119                                     |
| 5                                       | Norwegen                                | 119                                     |

| Die meisten insgesamt erhaltenen Punkte | Die meisten insgesamt erhaltenen Punkte | Die meisten insgesamt erhaltenen Punkte |
| Platz                                   | Land                                    | Punkte                                  |
| --------------------------------------- | --------------------------------------- | --------------------------------------- |
| 1                                       | Moldau                                  | 267                                     |
| 2                                       | Estland                                 | 251                                     |
| 3                                       | Lettland                                | 240                                     |
| 4                                       | Aserbaidschan                           | 220                                     |
| 5                                       | Armenien                                | 217                                     |

### Vergaben der Höchstwertung
Seit 1994 vergab Russland die Höchstpunktzahl an 15 verschiedene Länder, davon fünfmal an Armenien. Im Halbfinale vergab Russland die Höchstpunktzahl an acht verschiedene Länder, davon sechsmal an Armenien.
| Höchstwertung (Finale) | Höchstwertung (Finale)       | Höchstwertung (Finale)       |
| Jahr                   | Land                         | Platz (Finale)               |
| ---------------------- | ---------------------------- | ---------------------------- |
| 1994                   | Irland                       | 1                            |
| 1995                   | Norwegen                     | 1                            |
| 1996                   | Nicht qualifiziert           | Nicht qualifiziert           |
| 1997                   | Vereinigtes Königreich       | 1                            |
| 1998                   | Nicht qualifiziert           | Nicht qualifiziert           |
| 1999                   | Auf Teilnahme verzichtet     | Auf Teilnahme verzichtet     |
| 2000                   | Dänemark                     | 1                            |
| 2001                   | Frankreich                   | 4                            |
| 2002                   | Rumänien                     | 9                            |
| 2003                   | Rumänien                     | 10                           |
| 2004                   | Ukraine                      | 1                            |
| 2005                   | Malta                        | 2                            |
| 2006                   | Armenien                     | 8                            |
| 2007                   | Belarus                      | 6                            |
| 2008                   | Armenien                     | 4                            |
| 2009                   | Norwegen                     | 1                            |
| 2010                   | Armenien                     | 7                            |
| 2011                   | Aserbaidschan                | 1                            |
| 2012                   | Schweden                     | 1                            |
| 2013                   | Aserbaidschan                | 2                            |
| 2014                   | Belarus                      | 16                           |
| 2015                   | Italien                      | 3                            |
| 2016                   | Armenien (J & T)             | 7                            |
| 2017                   | Auf Teilnahme verzichtet     | Auf Teilnahme verzichtet     |
| 2018                   | Moldau (J & T)               | 10                           |
| 2019                   | Aserbaidschan (J & T)        | 8                            |
| 2020                   | Wettbewerb abgesagt          | Wettbewerb abgesagt          |
| 2021                   | Moldau (J)                   | 13                           |
| 2021                   | Zypern (T)                   | 16                           |
| seit 2022              | Keine Teilnahme mehr möglich | Keine Teilnahme mehr möglich |

| Höchstwertung (Halbfinale) | Höchstwertung (Halbfinale)        | Höchstwertung (Halbfinale)        |
| Jahr                       | Land                              | Platz (Halbfinale)                |
| -------------------------- | --------------------------------- | --------------------------------- |
| 2004                       | Halbfinale wurde nicht übertragen | Halbfinale wurde nicht übertragen |
| 2005                       | Moldau                            | 2                                 |
| 2006                       | Armenien                          | 6                                 |
| 2007                       | Belarus                           | 4                                 |
| 2008                       | Armenien                          | 2                                 |
| 2009                       | Aserbaidschan                     | 2                                 |
| 2010                       | Belarus                           | 9                                 |
| 2011                       | Finnland                          | 3                                 |
| 2012                       | Moldau                            | 5                                 |
| 2013                       | Moldau                            | 4                                 |
| 2014                       | Armenien                          | 4                                 |
| 2015                       | Armenien                          | 7                                 |
| 2016                       | Armenien (J & T)                  | 2                                 |
| 2017                       | Auf Teilnahme verzichtet          | Auf Teilnahme verzichtet          |
| 2018                       | Moldau (J & T)                    | 3                                 |
| 2019                       | Rumänien (J)                      | 13                                |
| 2019                       | Aserbaidschan (T)                 | 5                                 |
| 2020                       | Wettbewerb abgesagt               | Wettbewerb abgesagt               |
| 2021                       | Malta (J)                         | 1                                 |
| 2021                       | Ukraine (T)                       | 2                                 |
| seit 2022                  | Keine Teilnahme mehr möglich      | Keine Teilnahme mehr möglich      |

## Verschiedenes
- Wann immer Russland beim ESC den zweiten Platz erreichte, lag ein nordisches Land an der Spitze: 2000 Dänemark, 2006 Finnland, 2012 und 2015 Schweden.
- Die Tolmatschowa-Schwestern, Vertreterinnen von 2014, waren die ersten Teilnehmer beim ESC, die zuvor den Junior Eurovision Song Contest gewonnen hatten.
- 2015 sollte durch Russland der letztmals 2008 veranstaltete Intervision Song Contest, damals eine Konkurrenzveranstaltung zum ESC, wiederbelebt werden, aus der aber nichts wurde. Die insgesamt sechste Ausgabe (nach 1977–1980 und 2008) sollte in der Schwarzmeermetropole Sotschi stattfinden, wo auch die Olympischen Winterspiele 2014 stattfanden.
- Mit 303 Punkten ist Russlands Beitrag von 2015 der bislang erfolgreichste Zweitplatzierte der ESC-Geschichte. Außer 2009 und 2012 hätte diese Punktzahl in jeder früheren Auflage des Wettbewerbs zum Sieg gereicht. Zudem war dies das erste Mal in der Geschichte, dass ein anderer Beitrag als der Sieger die 300-Punkte-Marke übertraf, bis zur Umstellung des Votings 2016, nach der Umstellung gab es insgesamt doppelt so viele Punkte, wie vorher.
- Hätte es 2016 ein reines Zuschauer-Voting gegeben, hätte Russland gewonnen.
- Russland war bis 2017 das einzige Land im gesamten Wettbewerb, welches seit der Einführung der zwei Halbfinals immer demselben Halbfinale zugelost wurde, nämlich dem Ersten. 2017 wäre Russland erstmals im zweiten Halbfinale gestartet.
  - 2018 startete Russland erstmals im zweiten Halbfinale. Auch 2019 startete Russland im zweiten Halbfinale.

## Impressionen

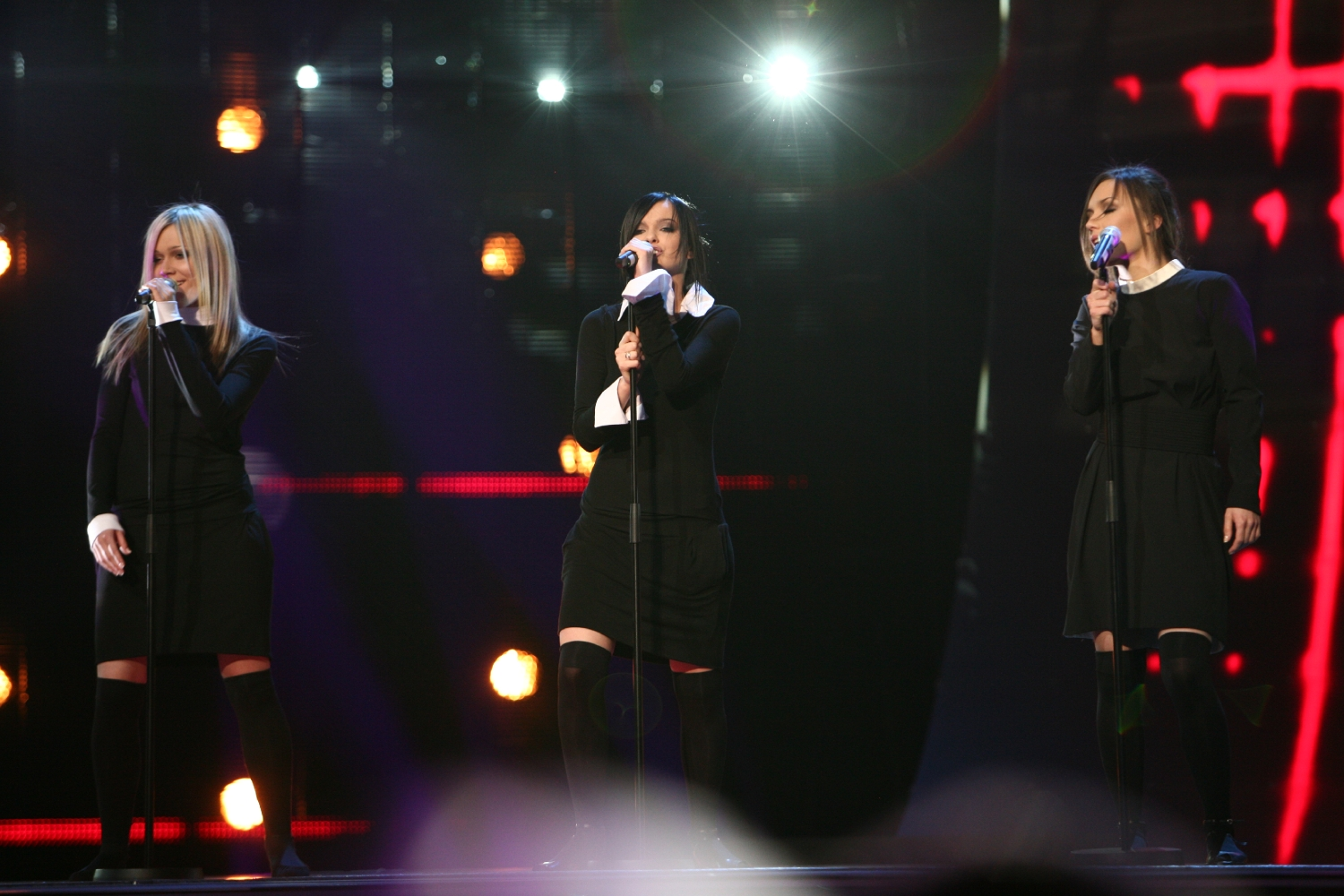
Serebro 2007
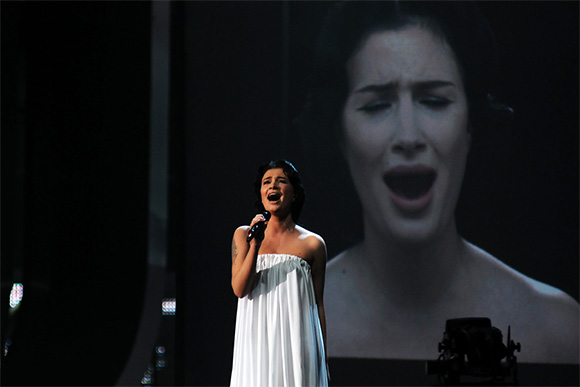
Anastassija Prychodko 2009
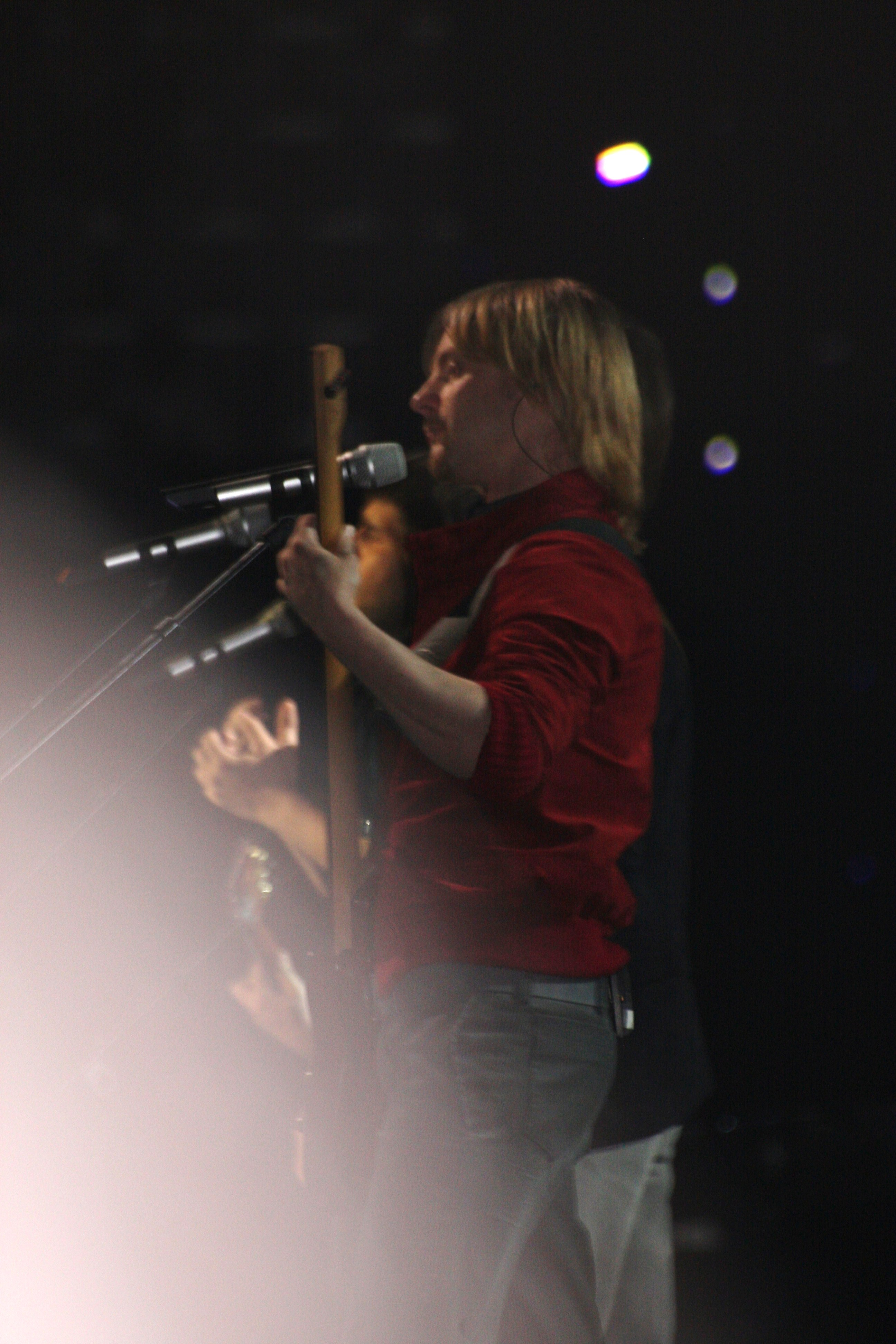
Peter Nalitch & Friends 2010
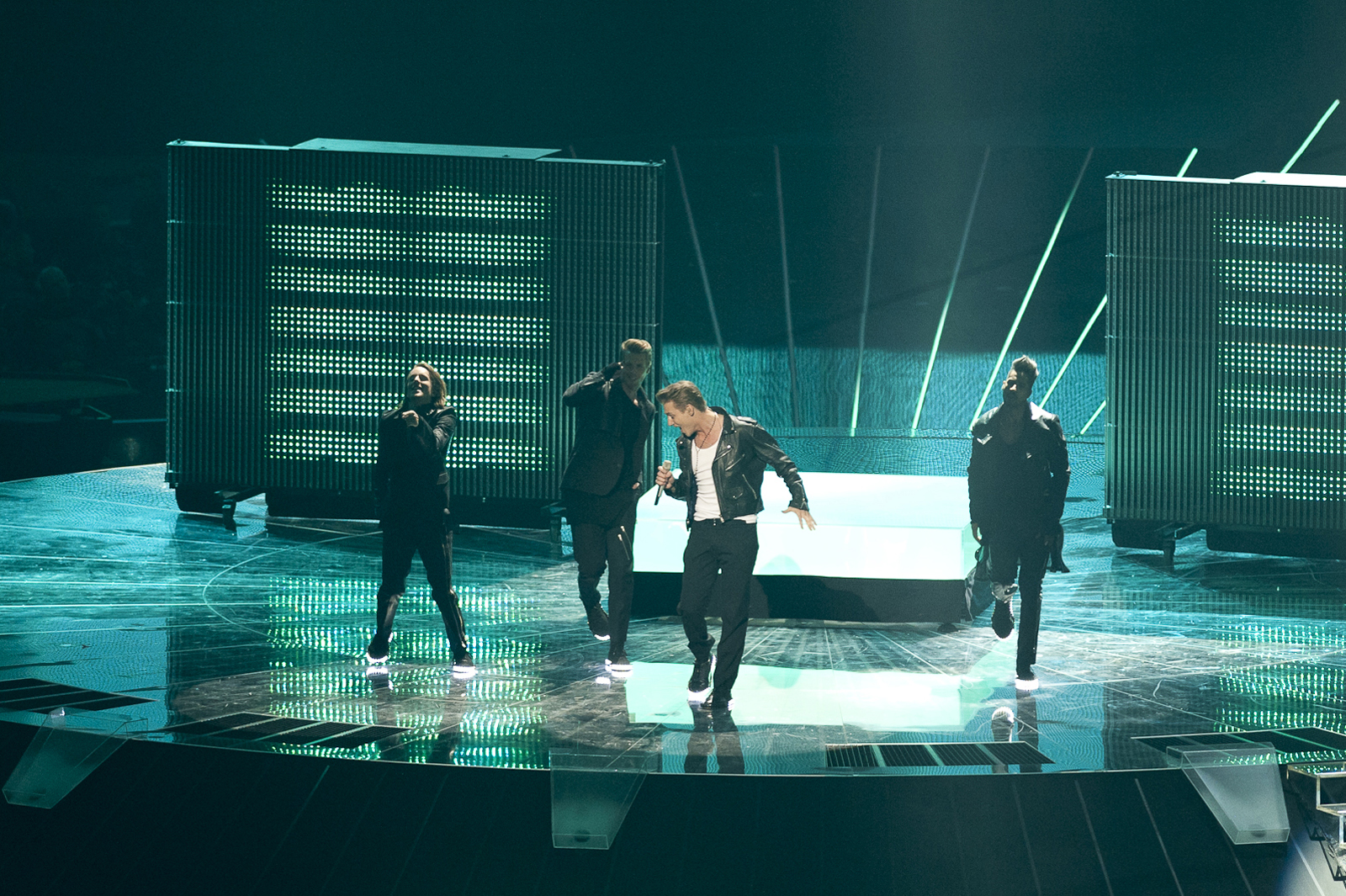
Alexei Worobjow 2011
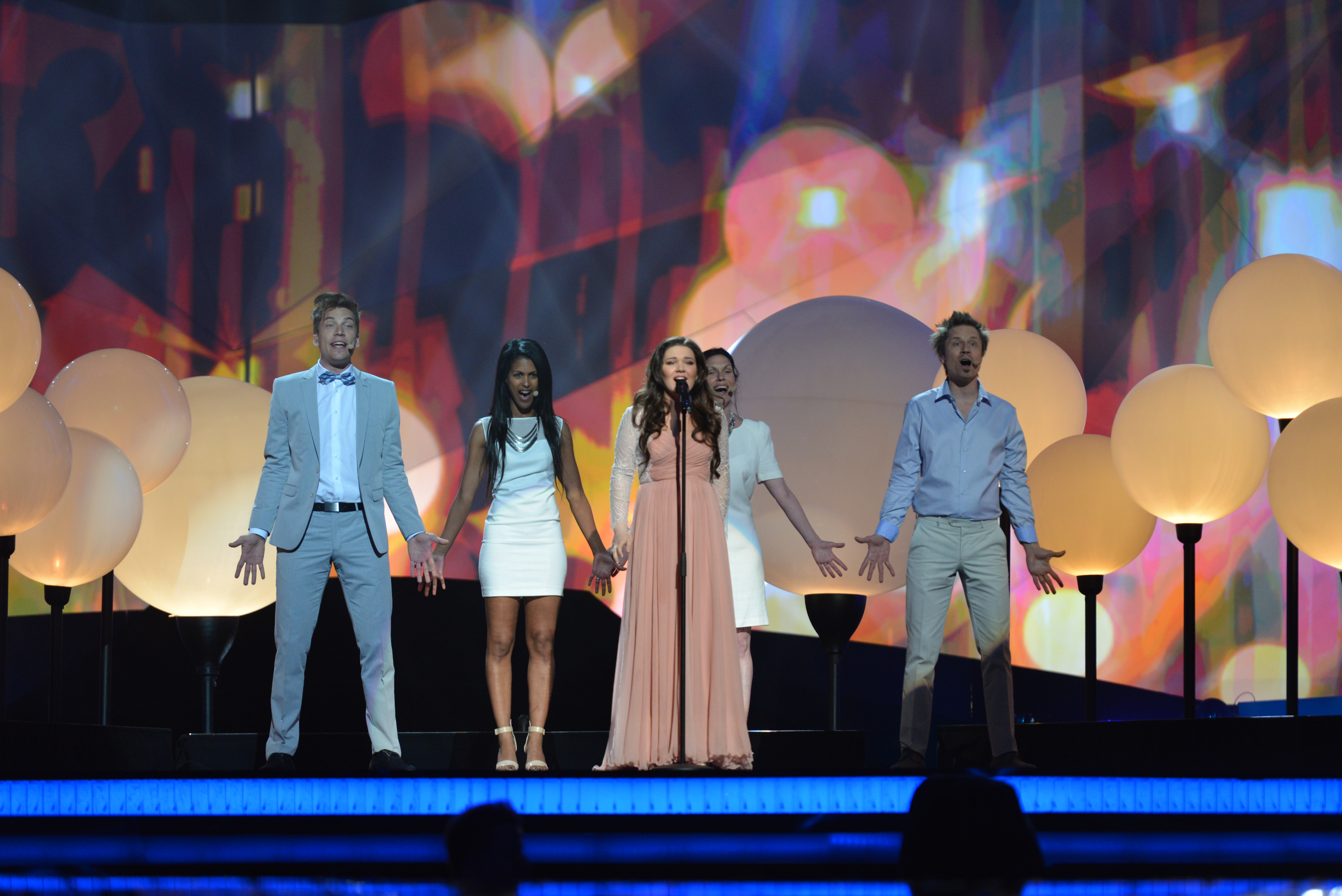
Dina Garipova 2013
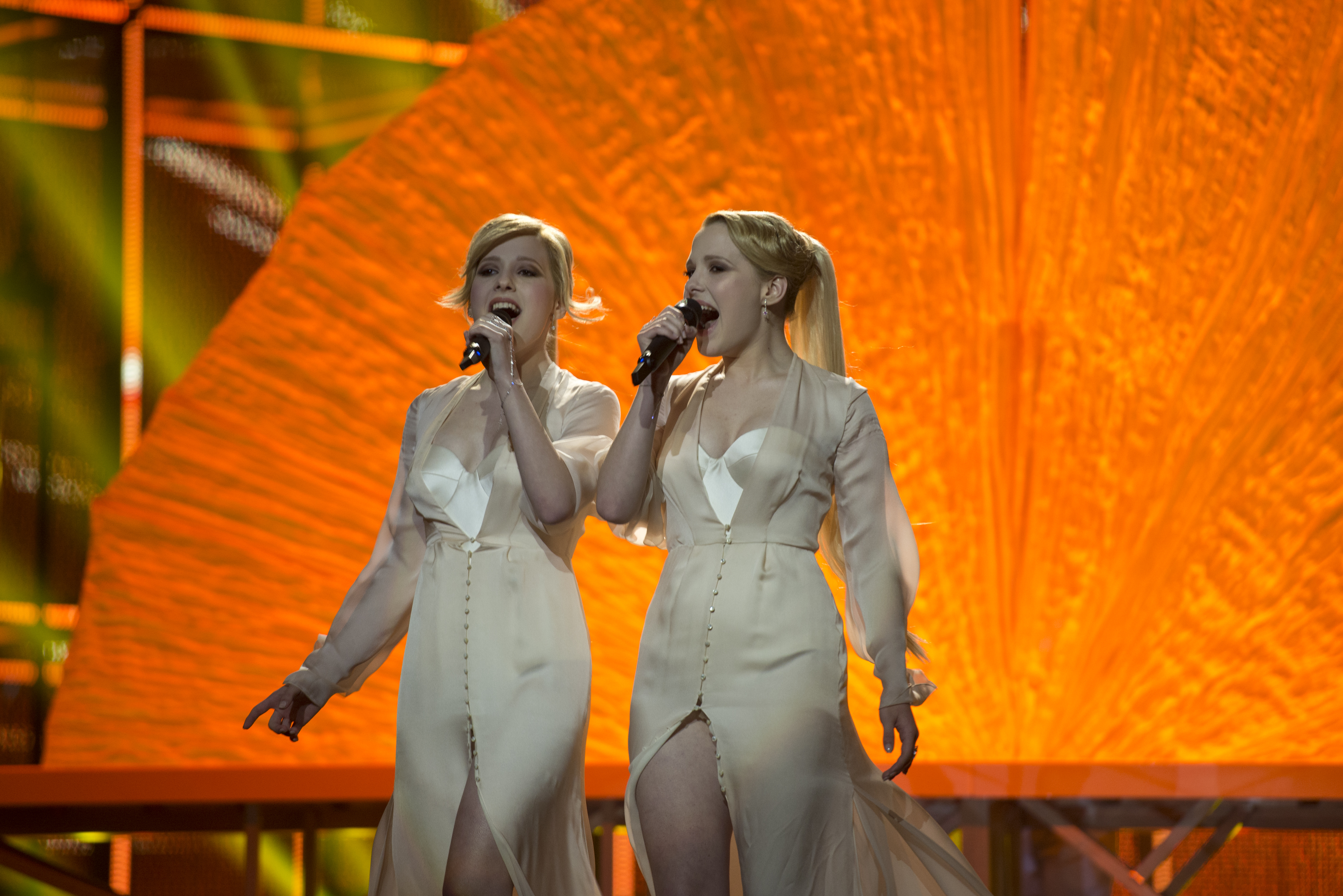
Tolmatschowa-Schwestern 2014
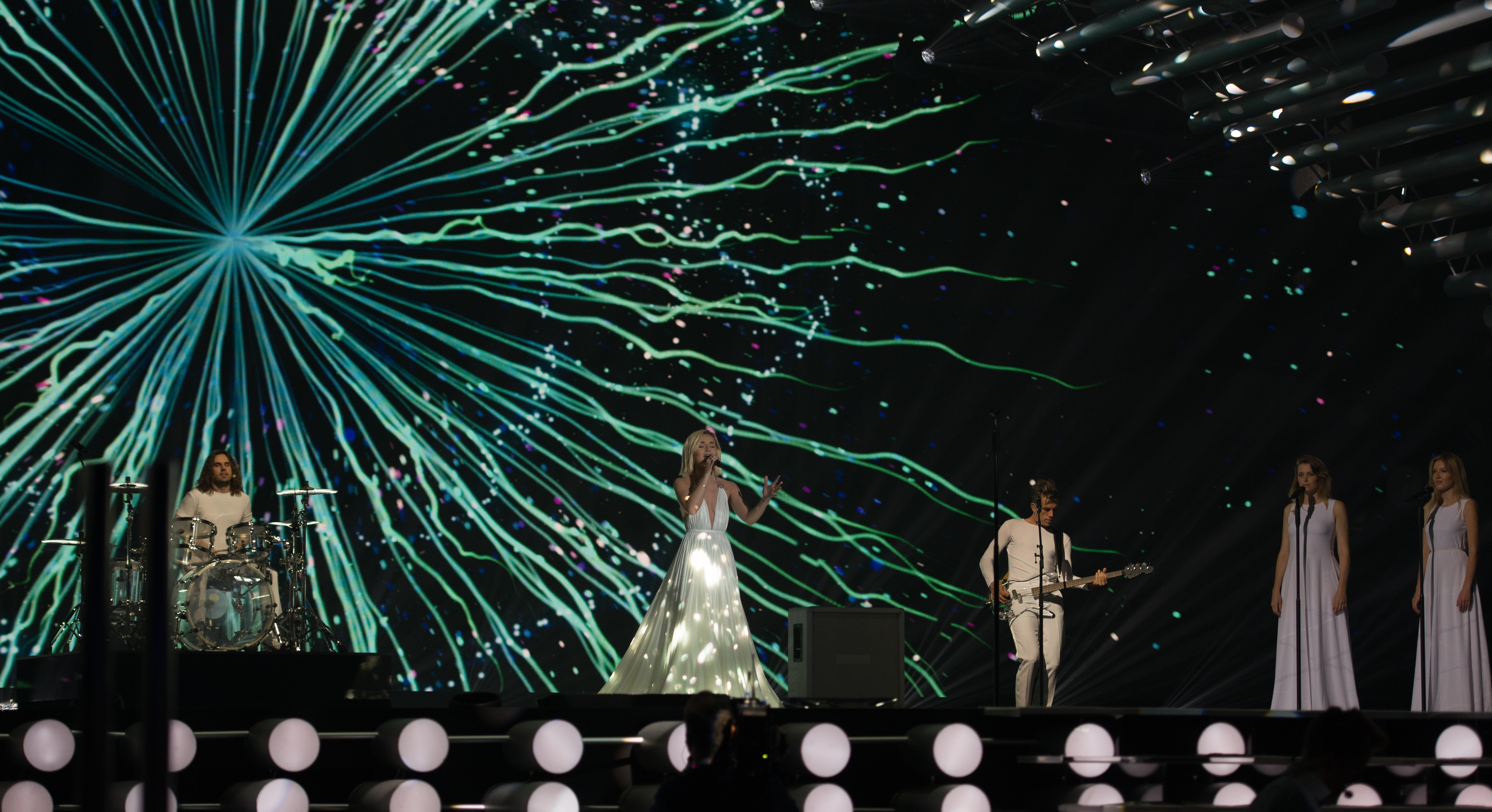
Polina Gagarina 2015
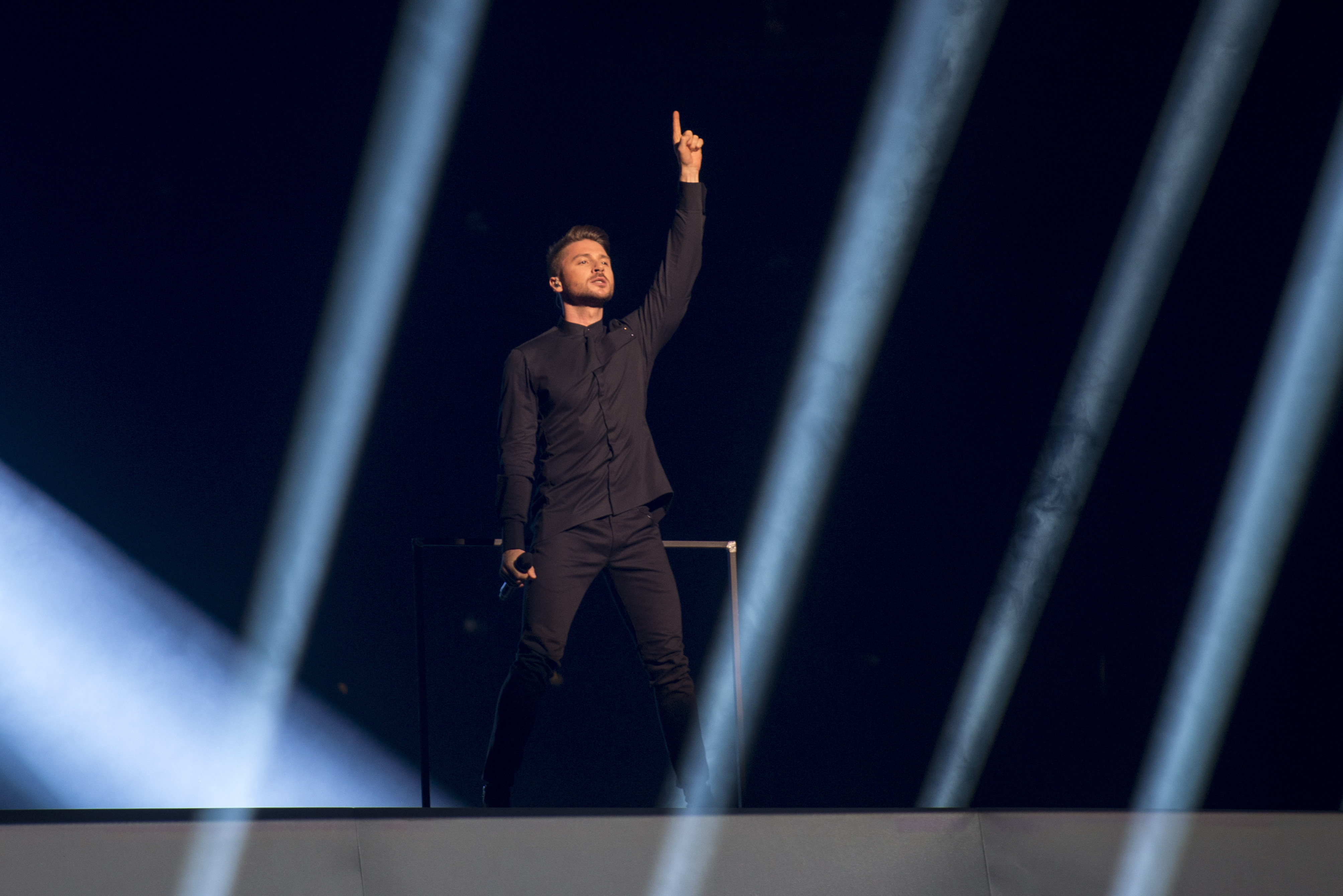
Sergei Lasarew 2016
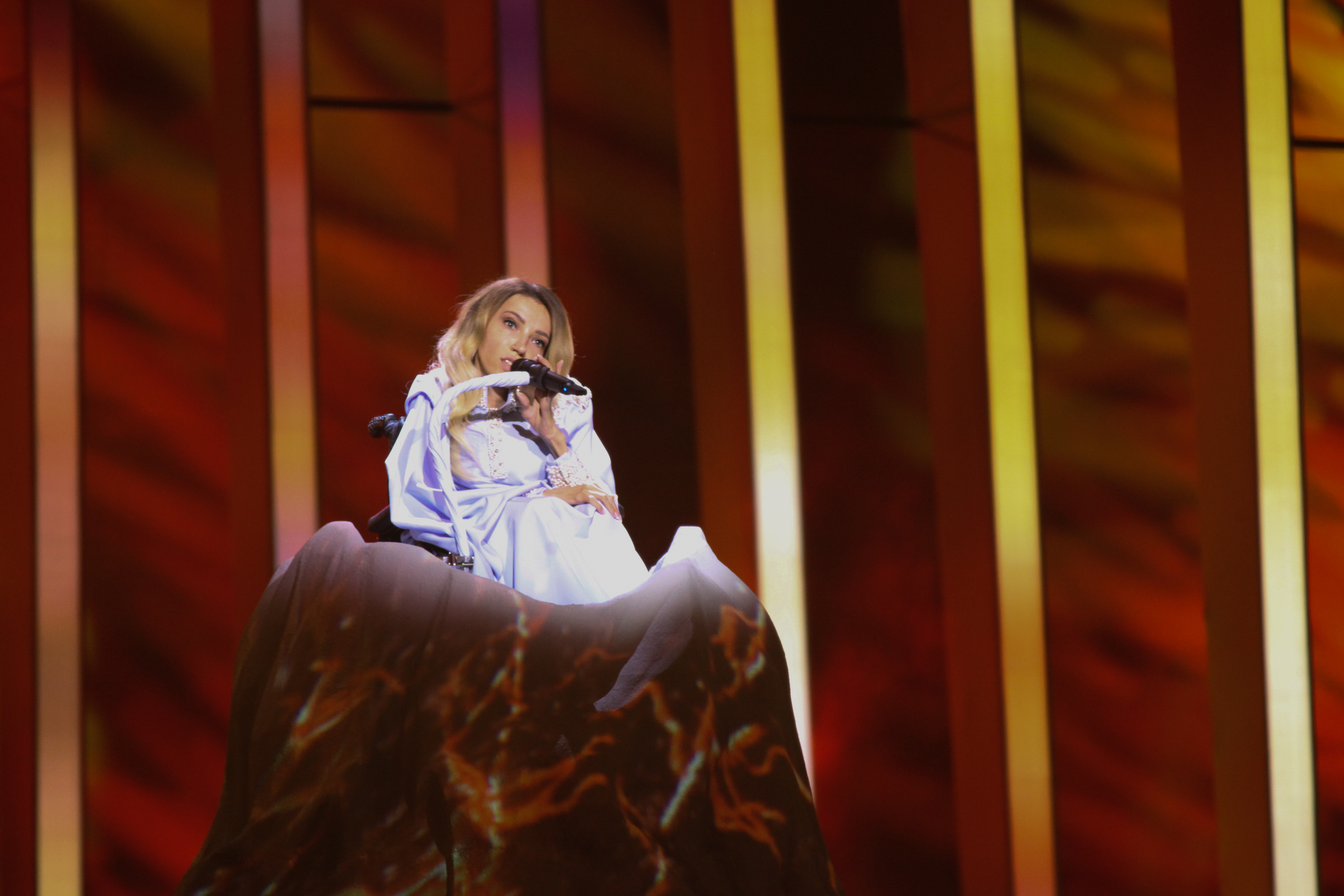
Julija Samoilowa 2018
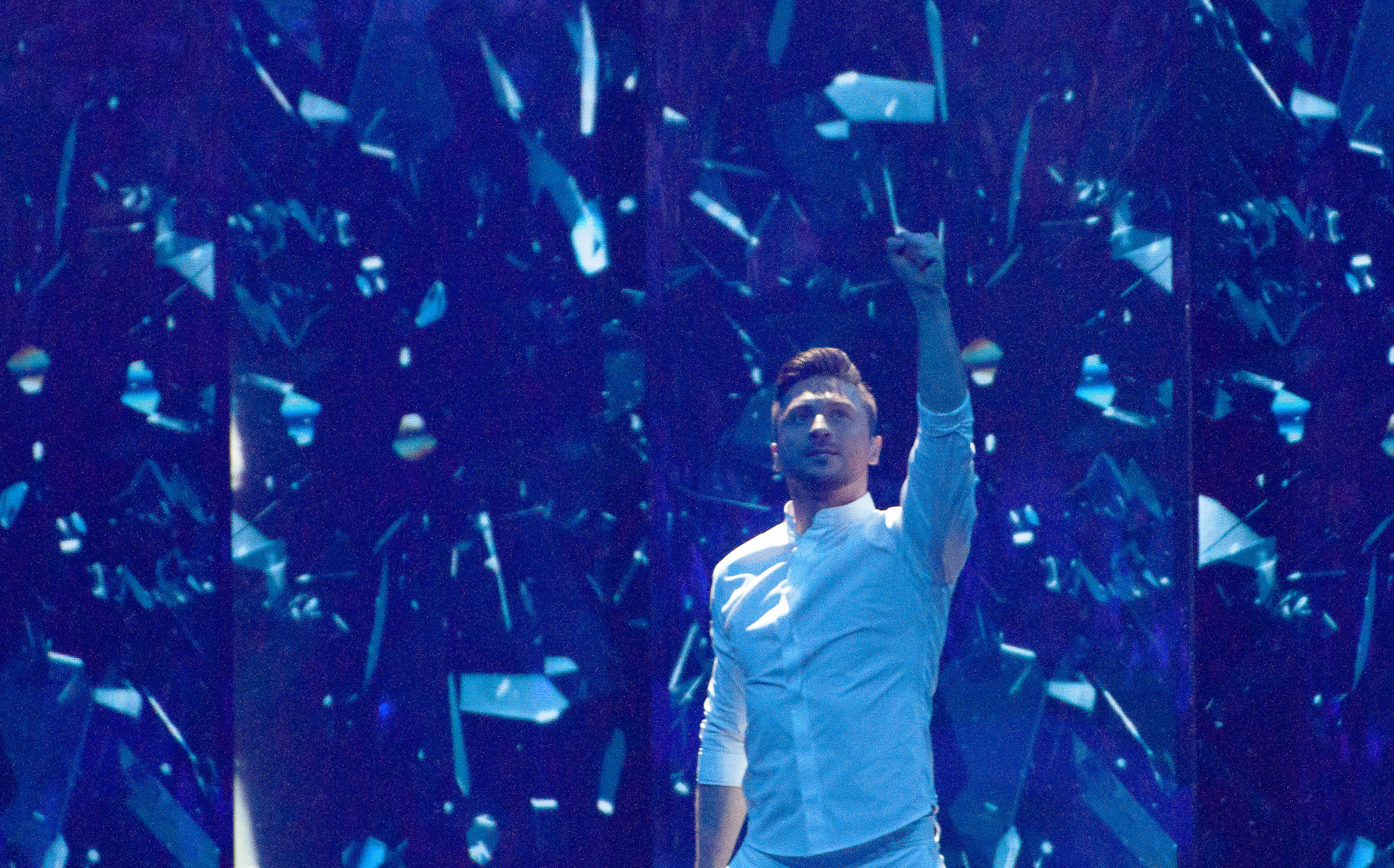
Sergei Lasarew 2019
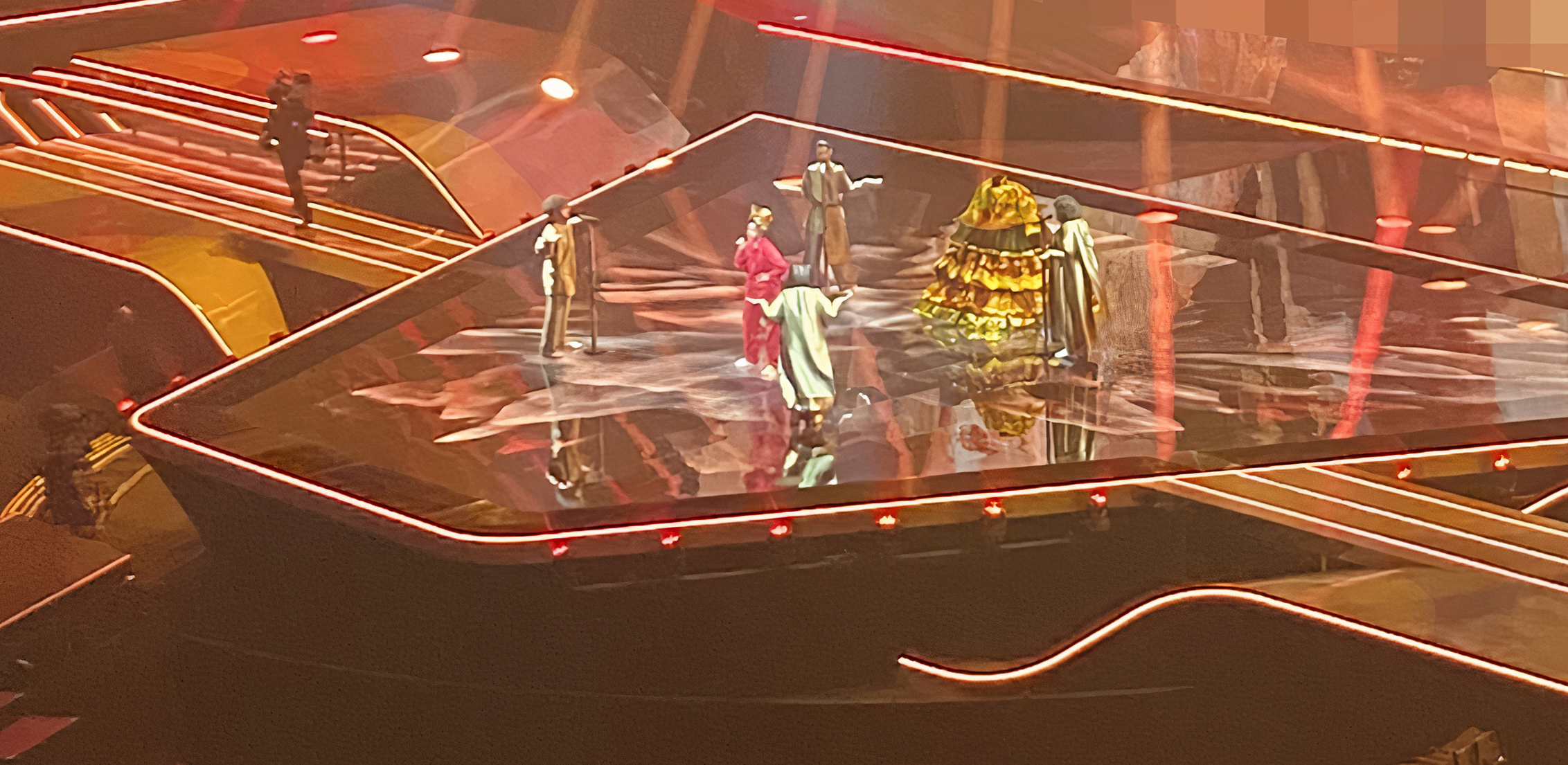
Manischa 2021